# Guerra civil china
La guerra civil china, llamada guerra de liberación por el Partido Comunista Chino (PCCh), fue el conflicto que tuvo lugar en China entre el Kuomintang o Partido Nacionalista Chino (KMT) y el Partido Comunista Chino (PCCh)el cual se desarrolló en dos etapas: la primera de ellas entre 1927-1936 y la segunda entre 1945 y 1949, durante la cual se realizó la Revolución china de 1949. La guerra civil se suspendió entre 1936 y 1945, cuando ambos partidos se unieron para enfrentar al Imperio Japonés que había invadido China, en la Segunda guerra sino-japonesa. 
La guerra se inició en 1927 después de la Expedición del Norte, cuando la facción nacionalista del KMT, dirigida por Chiang Kai-shek, decidió exterminar a los comunistas y romper la alianza KMT-PCCh. Finalizó en 1949 con la victoria comunista, bajo el liderazgo de Mao Zedong. El Partido Comunista en alianza con otros partidos democráticos, fundó entonces la actual República Popular China, con soberanía efectiva en la casi totalidad del territorio chino. El Partido Nacionalista se refugió en la Isla de Taiwán, desde donde reclamó ser la continuidad legal de la República de China. Desde 1971 las Naciones Unidas solo reconocen a la República Popular China, que a su vez considera como propios a Taiwán y demás islas que quedaron en poder de los nacionalistas luego de la guerra.

## Orígenes

### El primer Frente Unido

Sun Yat-sen en la Academia Militar de Whampoa.

Sun Yat-sen, líder del Kuomintang (KMT), o también partido nacionalista de China buscó el auxilio de las potencias extranjeras para vencer a los señores de la guerra que se habían hecho con el control del norte de China a raíz de la caída de la dinastía Qing. Las democracias occidentales ignoraron los esfuerzos del líder nacionalista para atraerse su ayuda. Sin embargo, en 1921 Sun Yat-sen recurrió a la Unión Soviética. Haciendo uso del pragmatismo político, los líderes soviéticos lanzaron una política ambigua en virtud de la cual apoyaban al KMT de Sun al mismo tiempo que al recién fundado Partido Comunista de China (PCCh). Los soviéticos esperaban la consolidación de los comunistas pero estaban preparados para la victoria de cualquiera de los dos bandos. De este modo se inició la lucha por el poder entre los nacionalistas y los comunistas.
En 1923 una declaración conjunta en Shanghái de Sun y de un representante soviético comprometieron a la Unión Soviética a prestar ayuda para la unificación nacional de China. Los asesores soviéticos -el más prominente de los cuales, Mijaíl Borodin, era agente de la Komintern- empezaron a llegar a China en 1923 para apoyar la reorganización y consolidación del KMT según la línea trazada por el Partido Comunista de la Unión Soviética. El PCCh había recibido de la Komintern instrucciones de cooperar con el KMT y a sus miembros se les animaba a unirse a ellos siempre que los partidos mantuviesen sus identidades, formando así el Primer Frente Unido entre los dos partidos. El PCCh seguía siendo una agrupación menor en aquel momento: tenía 300 miembros en 1922 y para 1925 contaba solo con 1500 militantes. El KMT ya tenía 150 000 efectivos en 1922. El KMT, con el apoyo soviético, creó en Moscú la Universidad Sun Yat-sen para formar los futuros cuadros políticos. Los asesores soviéticos ayudaron a los nacionalistas a crear un instituto político destinado a la formación de propagandistas en técnicas de movilización de masas y en 1923 enviaron a Chiang Kai-shek a Moscú para llevar a cabo estudios militares y políticos durante varios meses. Chiang había sido uno de los lugartenientes de Sun Yat-sen desde los días de la Sociedad de la Alianza, el movimiento político precursor del KMT. Al regreso de Chiang Kai-shek, a finales de 1923, este tomó parte en la creación de la Academia Militar de Whampoa en las afueras de Cantón, ciudad sede del Gobierno durante la alianza KMT-PCCh. En 1924, Chiang Kai-shek pasa a dirigir la academia y se inicia su ascenso hacia la posición de sucesor de Sun Yat-sen como líder del KMT y unificador de toda China bajo el gobierno nacionalista.

### Expedición del Norte (1926-1928) y cisma en el KMT
Sólo unos meses después de la repentina muerte de Sun, Chiang Kai-shek, en su calidad de comandante en jefe del Ejército Nacional Revolucionario, inició la Expedición del Norte que llevaba tiempo postergada. Era una acción en contra de los señores de la guerra y pretendía la unificación de China bajo el mando del KMT.
En el norte los principales señores de la guerra eran:
- Duan Qirui de Anhui, dominaba las provincias de Anhui, Jiangsu, Zhejiang, Fujian y Jiangxi.[8] Llegó a contar con casi 50 000 soldados.[9]
- Cao Kun de Zhili (hoy Hebei), quién dominaba las provincias de Hebei, Suiyuan, Shaanxi y Henan.[10] Llegó a tener 200 000 hombres a su mando.
- Zhang Zuolin y Feng Yuxiang de Fengtian, dominan Shandong y Manchuria Meridional.[11] Llegaron a tener 250 000 soldados bajo su comando.[12]
- Yang Zengxin en la provincia Xinjiang.[13]
- Ma Bufang de Ma, dominaba las provincias de Qinghai, Gansu y Ningxia.[14]
- Yan Xishan en la provincia de  Shanxi.[15]

En el sur del país los principales señores de la guerra eran:
- Long Yun en la provincia de Yunnan.[16]
- Bai Chongxi en la provincia de Guangxi. Era aliado del KMT.[17]
- Chen Jitang en la provincia de Guangdong. Era aliado del KMT.[18]
- Liu Xiang en la provincia de Sichuan.[19]

Aunque estos señores de la guerra poseían grandes ejércitos y territorios, tendían a hacer alianzas y guerras entre sí de forma constante, debilitándose e impidiendo amenazar de forma conjunta el gobierno del KMT, debilitaban el poder chino ante la agresión japonesa. Por lo que se consideraba necesario derrotarlos para poder hacer frente al expansionismo nipón.
Sin embargo, los mayores problemas para el poder de Chiang Kai-shek eran los de dentro de su partido, ya en 1926 el KMT estaba dividido en facciones de derecha y de izquierda, mientras que la facción comunista interna también crecía. En marzo de 1926, tras abortar un intento de secuestro, Chiang Kai-shek despidió a sus consultores soviéticos, impuso restricciones a la participación de los miembros del PCCh en la dirección, y ascendió como líder preeminente del KMT. La Unión Soviética, que aún deseaba evitar una ruptura entre Chiang y el PCCh, ordenó que los comunistas facilitaran la Expedición del Norte mediante actividades clandestinas. La expedición finalmente fue iniciada por Chiang en Cantón en julio de 1926 y duró hasta 1928, participaron más de 250.000 soldados nacionalistas.

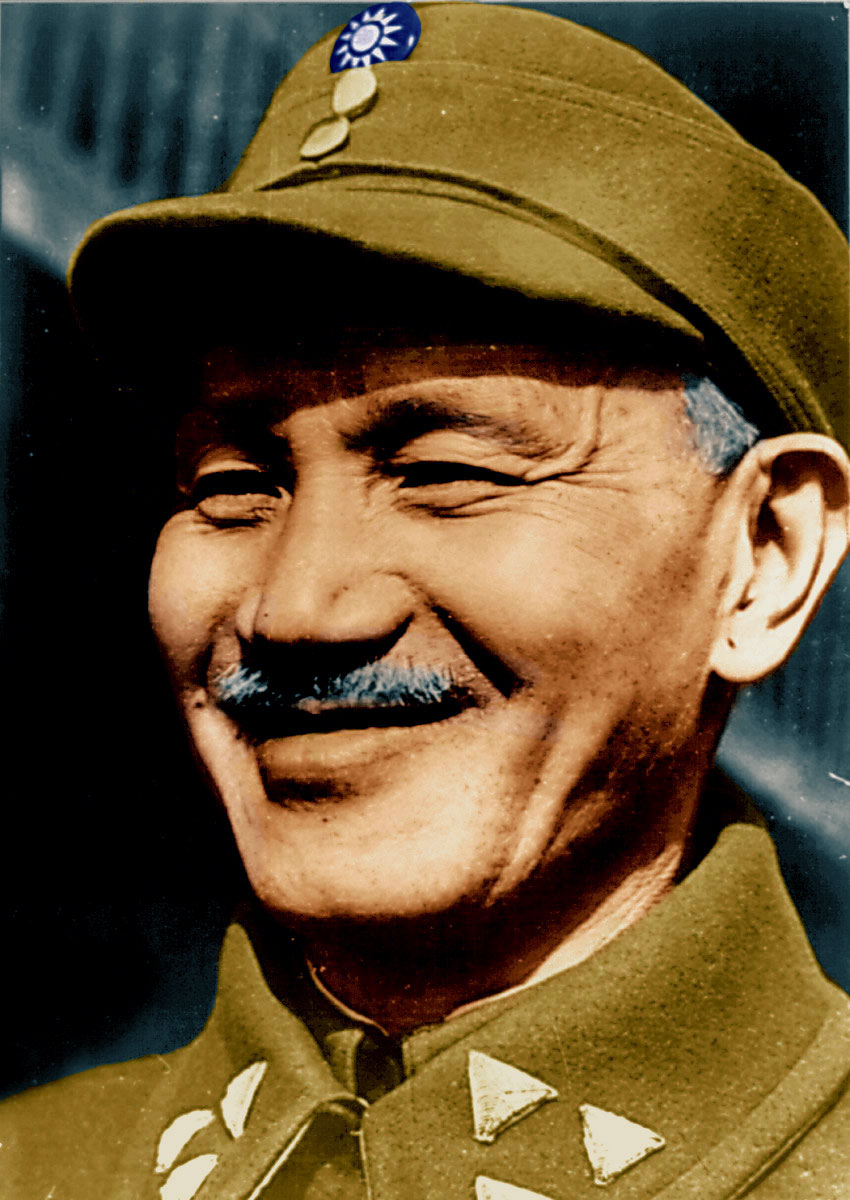
Generalísimo Chiang Kai-shek en marzo de 1945.

A principios de 1927, la rivalidad entre el KMT y el PCCh dio lugar a una ruptura en las filas revolucionarias. El PCCh y la facción izquierdista del KMT habían decidido el traslado de la sede del Gobierno nacionalista de Cantón a Wuhan. Pero Chiang, cuya Expedición del Norte estaba resultando un éxito, dispuso sus fuerzas con objeto de destruir el aparato del PCCh en Shanghái. Chiang, con la ayuda de los bajos fondos de Shanghái, pretextando que las actividades comunistas eran social y económicamente disgregadoras, tomó por sorpresa a los comunistas y unionistas en Shanghái, arrestando y haciendo ejecutar a cientos de ellos el 12 de abril de 1927. La purga ahondó la ruptura entre Chiang y el gobierno de Wuhan de Wang Jingwei (pugna finalmente ganada por Chiang Kai-shek) destruyendo asimismo las bases urbanas del PCCh. Chiang, expulsado del KMT por estos acontecimientos, creó un gobierno rival en Nankín. En ese momento China contaba con tres capitales: el régimen de los señores de la guerra reconocido internacionalmente y establecido en Pekín; los comunistas y los izquierdistas del KMT en Wuhan; y el régimen cívico-militar de los nacionalistas en Nankín, que seguiría siendo la capital de las fuerzas nacionalistas durante la década siguiente. 
Las previsiones de la Komintern parecían abocadas al fracaso. Se estableció una nueva política mediante la cual el PCCh debía alentar alzamientos armados en las ciudades y en el campo como preludio de una futura ola revolucionaria. Los comunistas trataron en vano de tomar ciudades como Nanchang, Changsha, Shantou y Cantón, y los campesinos de la provincia de Hunan emprendieron una revuelta rural conocida como Levantamiento de la Cosecha de Otoño. La insurrección fue dirigida por Mao Zedong.
Pero a mediados de 1927 el PCCh atravesaba su peor momento. Los comunistas habían sido expulsados de Wuhan por sus aliados de la izquierda del KMT quienes, a su vez, fueron derrocados por un régimen militar.
El KMT retomó la campaña contra los señores de la guerra y capturó Pekín (que fue bautizada con el nombre de Beiping) en junio de 1928, a raíz de lo cual la mayor parte del este de China quedó bajo dominio de Chiang y el Gobierno de Nankín pasó a ser reconocido internacionalmente como único gobierno legítimo de China. Los nacionalistas anunciaron que habían alcanzado la primera fase de las tres previstas por la doctrina de Sun Yatsen para la revolución, a saber, unificación militar, tutela política y finalmente democracia constitucional. Bajo la dirección del KMT China se aprestaba para iniciar la segunda fase.
Sin embargo el KMT tuvo que esperar hasta 1930, durante la Guerra de las Grandes Planicies, para que con un ejército de 600 000 nacionalistas lograr someter a los señores de la guerra Yan Xinshan, Feng Yuxiang y Li Zongren (este último había derrocado a Bai Chongxi). Estos últimos, juntos, movilizaron 800 000 hombres. La guerra duró entre mayo y noviembre de ese año y costó la vida de 300 000 combatientes. Tras ella, el norte y centro de China pasaron a control nacionalista. Otros señores de la guerra serían derrotados por la invasión japonesa de Manchuria al año siguiente.

## Etapas

### Primera etapa (1927-1937)

#### Ruptura de la alianza y creación del Ejército Rojo
Luego de la muerte de Sun Yat-sen en 1925, la lucha por el poder en el seno del KMT acabaría favoreciendo a la derecha del partido, liderada por Chiang Kai-shek, que adoptó una fuerte postura anticomunista, sin por ello perder el apoyo de la Unión Soviética. Chiang rompió entonces la cooperación con el Partido Comunista a través del Primer Frente Unido, y una campaña de exterminio contra los dirigentes y militantes comunistas. La novela La condición humana (1933) de André Malraux está ambientada en el momento que se inicia la guerra civil. 
Ante la ruptura de la alianza con el Partido Nacionalista, los comunistas, tras varios intentos fallidos de provocar insurrecciones urbanas (en Nanchang, Wuhan y Cantón), formarían sus propias fuerzas armadas, el Ejército Rojo (más adelante renombrado como Ejército Popular de Liberación), que se nutrieron en un principio de desertores del ejército de la República, leal al KMT de Chiang Kai-shek. En 1928, los antiguos comandantes del ejército nacionalista Zhu De y Peng Dehuai se unían ya, junto a algunos de sus hombres, al nuevo ejército. De esta manera, el enfrentamiento ideológico entre el Partido Comunista y el KMT se tornaba en un conflicto bélico. 
Durante la Revolución Agraria, los activistas del partido comunista se replegaron a la clandestinidad o al campo donde promovieron un alzamiento militar que fue la revuelta de Nanchang del 1 de agosto de 1927, promovida por He Long y Zhou Enlai con apoyo de jefes militares como Zhu De, Ye Ting y Liu Boncheng. Ese 1 de agosto fue considerado por los comunistas como el comienzo de la lucha armada de su partido y de la fundación del Ejército Rojo Chino. Estas fuerzas rebeldes del KMT unieron sus fuerzas a los campesinos rebeldes que aún quedaban y pasaron a controlar varios territorios del sur de China, siendo su principal núcleo las montañas Jinggang en Jiangxi. Los esfuerzos de los nacionalistas por sofocar la revuelta fracasaron pero dañaron seriamente al bando comunista, pues en 1928, los cuadros del PCCh y el minúsculo Ejército Rojo debieron abandonar las montañas Jinggang y dirigirse al oeste para establecerse en otro territorio montañoso entre las provincias de Jiangxi y Fujian. En este territorio se estableció un gobierno provisional que el 7 de noviembre de 1931 proclamó la República Soviética de China con Mao Zedong como presidente. Esta república fue también denominada como soviet de Jiangxi. Su capital era el pueblo de Ruijin. 
Tras abortar Chiang Kai-shek un golpe para derrocarlo llevado a cabo por Feng Yuxiang, Yan Xishan y Wang Jingwei, dedicó sus esfuerzos a deshacer los restantes focos de actividad comunista. Se lanzó ofensivas contra los comunistas en Hubei, Shanxi, Gansu, Henan, Anhui y Honghu, en ninguna de estas campañas se necesitaron más de 100 000 soldados para ser exitosas.

#### Campañas nacionalistas
Entre 1930 y 1934, Chiang Kai-shek lanzó cuatro grandes campañas militares contra el PCCh, que pusieron al partido en una situación de gran debilidad, aunque sin llegar a derrotarlo. Los fracasos encadenados desde el comienzo de las campañas anticomunistas de Chiang Kai-shek habían llevado a los asesores soviéticos a criticar a los dirigentes chinos del partido, forzando la salida de una serie de líderes máximos, como Chen Duxiu, Qu Qiubai y Li Lisan. Mientras tanto, un joven miembro del partido, Mao Zedong, dirigió el movimiento rural que consiguió poner bajo la dirección del Partido Comunista toda una extensa zona montañosa en las provincias sureñas de Jiangxi y Fujian, en torno a la ciudad de Ruijin. Esta zona controlada por los comunistas de Mao fue conocida como el sóviet de Jiangxi, y su nombre oficial, como embrión de un nuevo Estado chino, fue República Soviética de China.
Pero cuando se quiso acabar con el núcleo o soviet de Jiangxi, donde se hallaban las principales fuerzas comunistas (lideradas por Mao Zedong y el comandante en jefe del Ejército Rojo, Zhu De) se fracasó. La primera ofensiva de 100 000 soldados, al mando de Chiang Kai-shek y sus lugartenientes Lu Diping y Zhang Huizan, entre 1930 y 1931 contra 40 000 comunistas, fue rechazada con 15 000 bajas; la segunda de abril y mayo de 1931 con 200 000 soldados, al mando de Chiang Kai-shek y su lugarteniente He Yingqin, contra 30 000 comunistas, fracasó a un coste de 30 000 bajas; la tercera se inició en julio del mismo año y duró dos meses, contó con 300 000 soldados, al mando de Chiang Kai-shek y sus lugartenientes He Yingqin y Chen Mingqu, contra 30 000 comunistas, pero abortó a causa del incidente de Mukden tras sufrir 30 000 bajas. La cuarta campaña (1932-1933) contó con 500 000 tropas, al mando de Chiang Kai-shek y sus lugartenientes He Yingqin, Chen Cheng y Cai Tingkai, contra 70 000 comunistas, empezó con algunas victorias pero las tropas de Chiang salieron muy mal paradas al tratar de internarse en el corazón de la República Soviética de China de Mao, perdiendo 30 000 hombres. Por último a finales de 1933 Chiang lanzó una quinta campaña orquestada por sus consultores alemanes que implicó el cerco sistemático de la región soviética de Jiangxi mediante blocaos fortificados. Los nacionalistas movilizaron más de un millón de soldados para no repetir los anteriores errores al subestimar al enemigo. Ya en el otoño de 1934 los comunistas, con 130 000 hombres, se enfrentaron a la posibilidad real de ser completamente derrotados. Parecía que había llegado la hora de dar el golpe de gracia al PCCh, para atacar después a los últimos señores de la guerra, antes de recuperar Manchuria de sus ocupantes japoneses.

#### La Larga Marcha
En octubre de 1934 los comunistas decidieron llevar a cabo una gran retirada con 86 000 hombres hacia el oeste para escapar de las fuerzas del KMT que los perseguían. Está retirada, que terminó cuando los comunistas alcanzaron, con solo 8000 hombres, al pueblo de Yan'an, centro del Soviet de Bao'an en Shaanxi, otro enclave comunista, se prolongó durante un año y 6000 kilómetros, siendo conocida posteriormente como la Larga Marcha. Fue durante este episodio que Mao Zedong adquiere relieve finalmente como máximo líder comunista en la Reunión de Zunyi, una de las paradas de esta marcha. En su retirada, el ejército comunista (llamado Primer Ejército Rojo) confiscó propiedades y armas de los señores y terratenientes locales, reclutando además a campesinos y pobres, consolidando así su atractivo entre el pueblo.
Las fuerzas comunistas que quedaron de retaguardia en el soviet de Jiangxi (unos 28 000 hombres), fueron masacradas por los nacionalistas cuando el 10 de noviembre entraron a Ruijin.

#### Instalación del PCCh en el norte de China
Poco después de la llegada del Primer ejército Rojo a Shaanxi, llegaron otras fuerzas comunistas de otras partes de China: el Segundo ejército Rojo, al mando del comandante He Long y de su lugarteniente Xiao Ke, y el Cuarto ejército Rojo, al mando del comandante Zhang Guotao. 

### Suspensión durante la Segunda Guerra Sino-Japonesa (1937-1945)
Cuando el Imperio Japonés inició la ocupación de China, al invadir la Manchuria en 1931 y crear el Estado títere de Manchukuo bajo el gobierno aparente del último emperador de China, Puyi, Chiang Kai-shek se mostró reticente a dar prioridad a la defensa del territorio y la soberanía china, para continuar su guerra de exterminio contra los comunistas.
La obstinación de Chiang Kai-shek en no aliarse a los comunistas provocó que el 12 de diciembre de 1936 los generales nacionalistas Zhang Xueliang y Yang Hucheng, ambos líderes del KMT, lo secuestraran y le conminaran a firmar una tregua con los comunistas. Este episodio pasaría a conocerse como el incidente de Xi'an. Los dos partidos acordaron suspender las hostilidades y formar una alianza conocida como Segundo Frente Unido, que concentrase todas las fuerzas chinas contra los japoneses. El Ejército Rojo pasó a formar parte del Ejército Nacional Revolucionario de China, formando dos cuerpos, el 8.º Ejército de Ruta y el Nuevo 4.º Ejército. 
El 8.º Ejército de Ruta estuvo compuesto por tres divisiones: la 115.ª, que fue comandada por Lin Biao, la 120.ª bajo He Long y la 129.ª bajo Liu Bocheng). Operó principalmente en el norte de China, infiltrándose detrás de las líneas japonesas, para establecer bases guerrilleras en zonas rurales y remotas. Las principales unidades del Ejército de la Octava Ruta fueron ayudadas por milicias locales organizadas por el campesinado. Las oficinas de enlace del Partido Comunista en ciudades bajo control nacionalista como Chongqing, Guilin y Dihua (Ürümqi) se llamaron Oficinas del 8.º Ejército de Ruta.
Pese al acuerdo KMT-PCCh, la relación entre ambos partidos fue muy tensa y la cooperación muy escasa, llegando incluso a mantener enfrentamientos armados, como el incidente del Nuevo Cuarto Ejército.
El 7 de julio de 1937 Japón inició la ocupación total de China, utilizando como excusa el incidente del Puente de Marco Polo. Tropas japonesas estacionadas en Manchuria atacaron al Ejército chino en las cercanías del Puente de Marco Polo, unos veinte kilómetros al oeste de Pekín, desencadenando una guerra abierta. En menos de un mes Japón ocupó Pekín, la capital china, y Tianjin, y tomó control del norte del país. Chiang Kai-shek se replegó hacia el río Yangtsé y estableció la capital en Nankín. 
Mao Zedong, por su parte, reagrupó al PCCh en el norte, alrededor de la base de Yan'an, ciudad a la que habían llegado en la Larga Marcha, huyendo de la persecución nacionalista, y desde donde controlaban una parte de la provincia de Shaanxi y de Mongolia Interior, así como la totalidad de las provincias de Gansu y Ningxia. Muchos intelectuales afines al PCCh, como la escritora Ding Ling, se unieron a los comunistas en Yan'an. 
Mientras tanto, las fuerzas bajo el mando directo de Chiang Kai-shek, debieron abandonar sucesivamente las ciudades de Nankín y de Wuhan, donde había establecido la capital, tras sufrir derrotas y enormes masacres de carácter genocida, para establecerse en la lejana Chongqing, en el occidente del país, desde donde mantenía un control tenue sobre el sur de China. A partir de 1939, la guerra en China, pasó a formar parte de la Segunda Guerra Mundial, con China en el bando Aliado y Japón en el bando del Eje.
Japón ocupó una gran parte de China, incluyendo el norte, el este y el sur, así como las principales ciudades, causando masacres de enorme magnitud, pero los chinos lograron impedir que los japoneses ocuparan el interior. El ingreso a la Segunda Guerra Mundial de los Estados Unidos en 1941 y las derrotas sucesivas de Japón luego de la Batalla de Midway (7 de junio de 1942), afectó la capacidad japonesa en el frente chino, estancando las posiciones militares. Finalmente, la rendición incondicional de Japón luego de los bombardeos atómicos de Hiroshima y Nagasaki, el Ejército japonés colapsó y las tropas chinas recuperaron los territorios ocupados.
Se abría así un proceso de recuperación del orden y la institucionalidad, que requería de acuerdos profundos entre los dos principales partidos, pero también de otros partidos y organizaciones sociales que venían actuando en las últimas décadas.

### Conversaciones de paz y el Acuerdo del Doble Diez

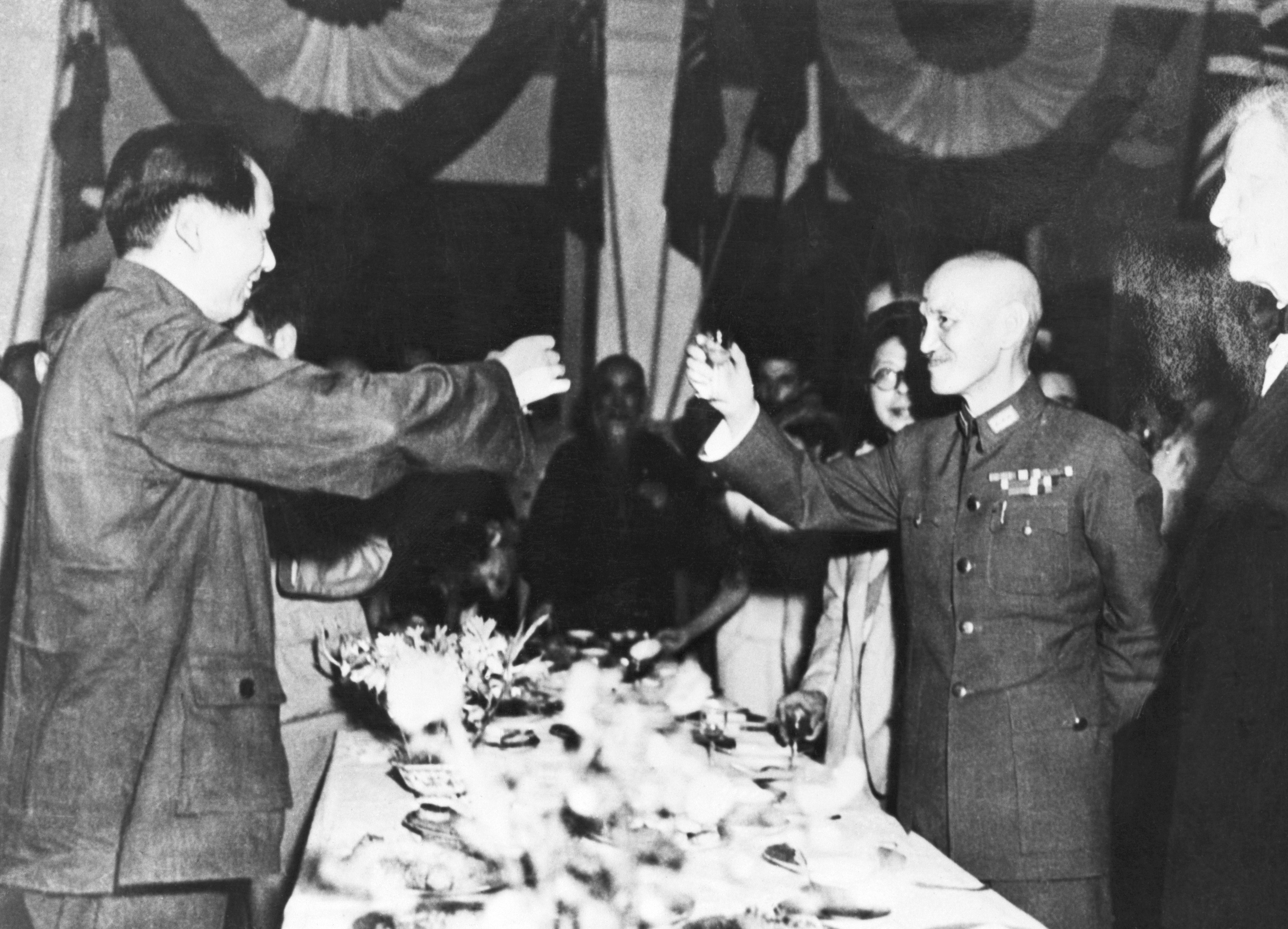
Mao Zedong y Chiang Kai-shek brindando en 1946 para celebrar el Acuerdo del Doble Diez.

El lanzamiento de la bomba atómica sobre ciudades japonesas y la entrada de la URSS en la guerra del Pacífico llevaron a los nipones a una rendición mucho más rápida de lo que los chinos habían imaginado. En los términos de la rendición incondicional del Japón, dictados por los Estados Unidos, a las tropas japonesas se les ordenó entregarse al KMT y no a los comunistas.
El final repentino de la Segunda Guerra Mundial en Asia Oriental, provocó la afluencia de más de 1 500 000 hombres del Ejército Rojo de la URSS hacia las provincias manchúes con el propósito de tomar las posiciones japonesas y recibir la rendición de 700 000 efectivos nipones estacionados en la región. Ese mismo año Chiang Kai-shek acabaría llegando al convencimiento de que carecía de los medios necesarios para impedir que el PCCh se hiciera con Manchuria después de la retirada programada de los soviéticos. Para evitarlo llegó a un acuerdo con los rusos para que retrasaran su retirada hasta que el KMT hubiera trasladado a la región a una cantidad suficiente de sus mejores hombres y equipos para tomar control del territorio. Los soviéticos aprovecharon la prolongación de su estancia para desmantelar todo el parque industrial manchú y trasladarlo a su país devastado por la guerra. También apoyaron el establecimiento del PCCh en las zonas rurales manchúes.
El general George Marshall llegó a China, tomando parte en las negociaciones para un cese de las hostilidades entre el KMT y el PCCh. Según sus términos se formaría un gobierno de coalición que daría cabida a todas las facciones políticas/militares de China, con el fin de establecer un gobierno democrático con múltiples partidos políticos. El 10 de octubre de 1945 el KMT y el PCCh llegaron a un acuerdo para normalizar China bajo un nuevo régimen democrático, conocido como el Acuerdo del Doble Diez por el cual:
1. El PCCh reconocía al KMT como el partido gobernante legítimo de China.
2. Se legalizaban todos los partidos políticos dentro de China en condiciones de igualdad.
3. El gobierno debía poner fin al sistema de partido único impuesto por el KMT y para ello se creó la Conferencia Consultiva Política del Pueblo Chino (CCPPC), con una composición multipartidaria.
4. El gobierno debía incluir en el Senado a los demás partidos.
5. El gobierno debía llamar a elecciones generales democráticas para elegir al próximo gobierno.[25]

La CCPPC se reunió por primera vez en Chongqing , entre el 10 y el 31 de enero de 1946, integrada por el Partido Nacionalista (Kuomintang), el Partido Comunista Chino (PCCh), la Liga Democrática de China y el Partido de la China Joven, así como delegados independientes. La conferencia aprobó cinco acuerdos sobre cómo reestructurar el gobierno, cómo fundar un nuevo Estado pacíficamente, cómo resolver problemas militares, cómo convocar la Asamblea Nacional y cómo redactar una Constitución.
Pero Chiang Kai-shek no integró al PCCh en el Senado, ni reformó la Constitución para establecer un régimen democrático, ni convocó a elecciones democráticas, llevando a que la tregua fuera dejada sin efecto. El 11 y 15 de julio, dos magnicidios sacudieron el país y la opinión pública internacional, al ser asesinados por agentes del KMT Li Gongpu y Wen Yiduo, dos intelectuales opositores. Los asesinatos generaron preocupación en Estados Unidos sobre la seguridad y la libertad de expresión de los académicos chinos bajo el gobierno del KMT y desconfianza entre los intelectuales chinos. En enero de 1947 Marshall recibió orden de EE. UU. de abandonar China.
El incumplimiento del Tratado del Doble Diez y la violencia política creciente, rompió las relaciones entre ambos partidos, llevando a un estado de guerra a gran escala, iniciando la segunda parte de la guerra civil, que sería definitiva. El bando nacionalista buscó tardíamente, mediante reformas internas, el apoyo popular. El intento fue, no obstante, infructuoso debido a la corrupción desenfrenada del gobierno y al caos político y económico que acompañó su gestión, sin faltar el fenómeno de la hiperinflación.

### Segunda etapa. La Revolución china (1946-1949)

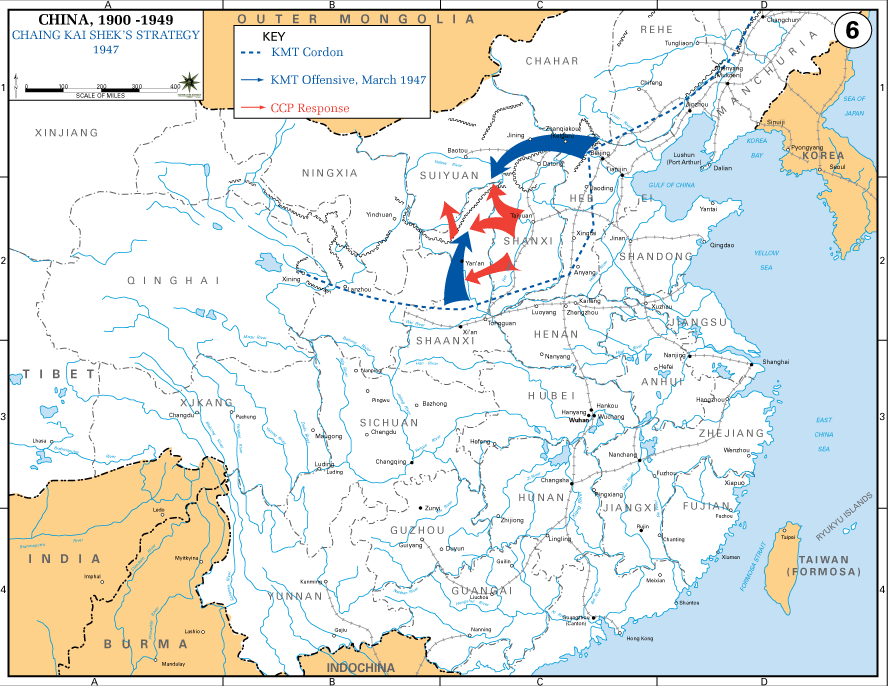
1947: los nacionalistas atacan a los comunistas en el norte.
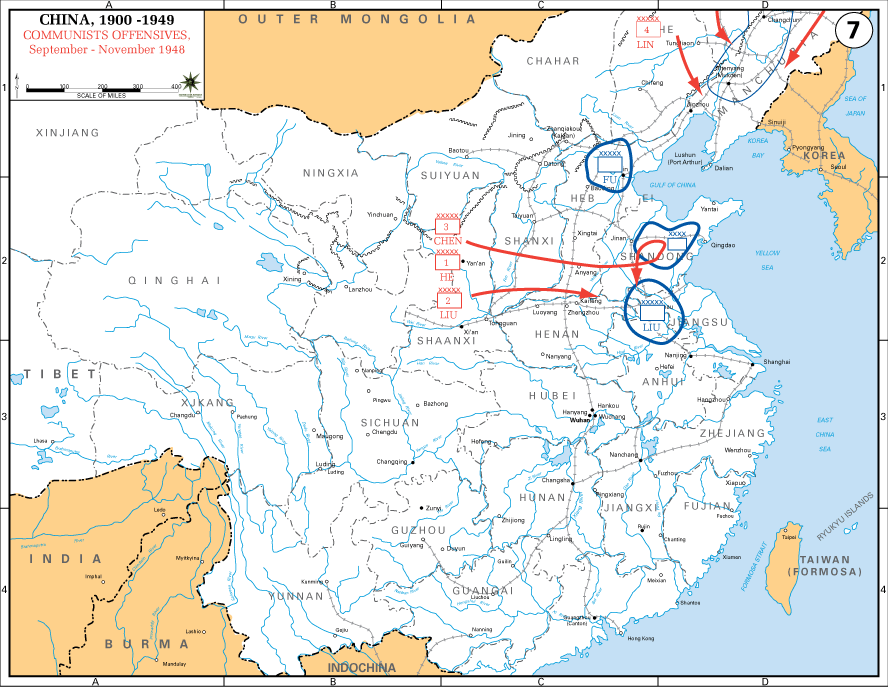
1948: los comunistas avanzan sobre las posiciones nacionalistas en el noreste.
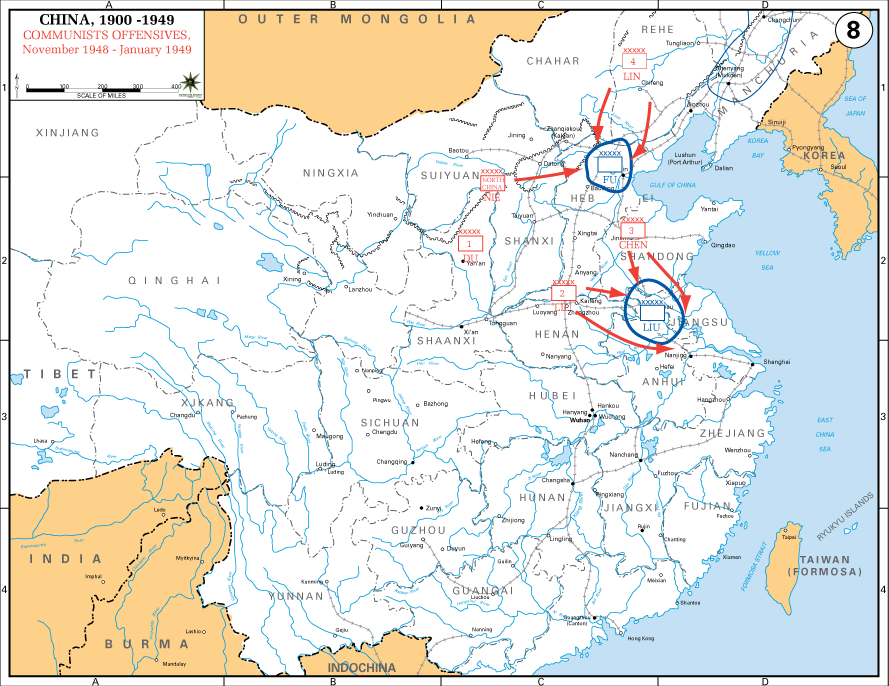
Invierno de 1948 y 1949: los comunistas toman las posiciones nacionalistas en el noreste.
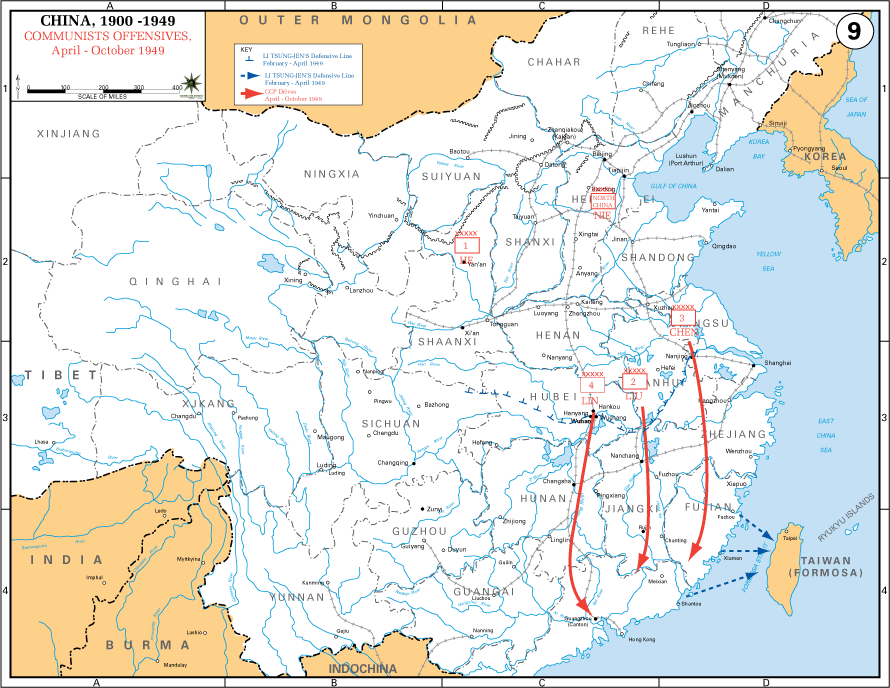
Abril y octubre de 1949: los comunistas avanzan hacia el sur y ocupan el territorio continental.

#### Chang Kai-shek reinicia la guerra civil
La segunda etapa de la guerra civil se conoce en China continental y en la historiografía comunista como la "Guerra de Liberación" (chino:解放 战争; pinyin: Jiěfàng Zhànzhēng). El 20 de julio de 1946, Chiang Kai-shek, en poder del Estado chino y consciente de su superioridad militar, lanzó un ataque general sobre los territorios en manos de los comunistas, concentrados en el norte, desde la Larga Marcha y la instalación en las zonas rurales manchúes, ocupadas por la Unión Soviética, luego del colapso japonés. Los nacionalistas atacaron las posiciones comunistas en la Llanura Central y Manchuria, donde se habían hecho fuertes, con sólidos apoyos en la población campesina.
Por entonces el ejército nacionalista era 2,2 veces superior al de los comunistas en número, 4,8 veces en artillería y 6,3 veces en aviones. Estados Unidos apoyó a los nacionalistas con excedentes de sus suministros militares por valor de centenares de millones de dólares y con el préstamo generoso de cientos de millones en equipo militar. Las estimaciones previas eran ampliamente favorables al Kuimitang. El 17 de marzo de 1947 el jefe de Estado Mayor del Ejército nacionalista, general Chen Cheng, informó en la tercera reunión plenaria del VI Comité Ejecutivo Central del Kuomintang que el bando nacionalista estaba en condiciones de vencer a los comunistas en tres meses. El Partido Comunista, por su parte, recurrió a los ejércitos creados para la lucha contra los japoneses, el 8.º Ejército de Ruta y Nuevo Cuarto Ejército, que ya había fusionado en 1946 para formar el Ejército Popular de Liberación (EPL).
El 19 de marzo de 1947 el Ejército nacionalista, con una fuerza de 250.000 hombres bajo el mando del general Hu Zongnan, obtuvo una victoria de gran valor simbólica al tomar Yan'an, la "capital" comunista, luego de ser arrasada mediante un bombardeo aéreo. Las tropas comunistas sumaban apenas 20.000 soldados al mando del general Peng Dehuai, héroe de la Ofensiva de los Cien Regimientos durante la guerra contra la invasión japonesa. Pese a la enorme disparidad de fuerzas las tropas comunistas lograron causar considerables reveses y demoras a los nacionalistas, que permitieron ganar un tiempo crucial para que Mao Zedong y el resto de la conducción del PCCh pudieran salir de la ciudad y ponerse a salvo.
De marzo a septiembre de 1947 Partido Comunista adoptó una estrategia defensiva de «guerra móvil», diseñada por Mao Zedong, que aceptaba la pérdida de bases y ciudades, con el fin de distribuir de manera desconcentrada las tropas y obligar a que el Ejército nacionalista dividiera sus fuerzas, haciéndolo vulnerable a los ataques. En los primeros meses de la guerra los nacionalistas avanzaron rápidamente sobre el territorio comunista y capturaron muchas ciudades que estaban en manos del PCCh, pero el comunismo mantuvo su influencia en las zonas rurales circundantes y los pueblos pequeños.
Los comunistas buscaron contraatacar y el 30 de junio de 1947, las tropas del PCCh cruzaron el Río Amarillo y se trasladaron a la zona de las Montañas Dabie, pocos kilómetros al norte de Wuhan, donde restauraron sus posiciones en la Llanura Central. Al mismo tiempo, el EPL también inició el contraataque en el noreste, el norte y el este del país.
Pero Chiang Kai-shek redobló esfuerzos y el 20 de julio de 1947 lanzó un asalto a gran escala en territorio comunista en el norte de China con 113 brigadas (un total de 1,6 millones de soldados). [44] Esto marcó la primera etapa de la fase final de la guerra civil china. El PCCh intentó desgastar las fuerzas del KMT tanto como fuera posible. Esta táctica pareció tener éxito al año siguiente, cuando la relación de poder se volvió hacia el lado comunista.
Simultáneamente, Chiang Kai-shek endureció su dictadura y prohibió la Liga Democrática de China, que de ese modo se inclinó por dar su apoyo al bando comunista. Luego de la victoria, la Liga Democrática sería uno de los partidos autorizados en la China comunista, situación que continúa en el presente. En noviembre de 1947, en plena guerra civil y bajo el estado de emergencia, el Chiang Kai-shek convocó a una asamblea nacional, para hacer aprobar una nueva Constitución redactada por el Partido Nacionalista. En noviembre se realizaron elecciones en las que el KMT obtuvo más del 90% de las bancas, en los territorios que controlaba militarmente. En abril de 1948 Chiang fue elegido por la Asamblea como presidente con poderes extraordinarios.
Hacia fines de 1947, las cifras oficiales informaban que la fuerza militar nacionalista alcanzaba 5 millones de soldados, la mitad de los cuales tenían instrucción militar. Estados Unidos estimaba por entonces que las tropas comunistas sumaban 1,1 millones.

#### Mao propone convocar a la Conferencia Consultiva Política del Pueblo Chino
Al comenzar 1948, la posición militar de los nacionalistas se estaba debilitando progresivamente, perdiendo la iniciativa en todos los frentes. Aún mantenían superioridad en número y armamento, pero la distancia se estaba reduciendo. Chiang Kai-shek adoptó una estrategia conservadora en Manchuria (norte), estableciendo cuatro plazas fuertes, aisladas entre sí: Changchun, Siping, Mukden y Jinzhou, con el fin mantener fuera de los núcleos urbanos a los comunistas, que dominaban las áreas rurales.
En abril de 1948 cayó la histórica y estratégica ciudad de Luoyang, separando al ejército del KMT de Xi'an. En ese momento Mao advirtió que el Partido Comunista estaba en condiciones de tomar la iniciativa. El 30 de abril de 1948 el PCCh propuso a los diferentes partidos y organizaciones sociales chinas, convocar a una reunión de la Conferencia Consultiva Política del Pueblo Chino creada por el Acuerdo del Doble Diez en 1945, que obtuvo el apoyo general de las fuerzas políticas y sociales chinas, entre ellas las de líderes de varios partidos democráticos, incluidos Li Jishen y He Xiangning del Comité Revolucionario del Kuomintang chino, así como Shen Junru y Zhang Bojun de la Liga Democrática de China.
El 18 de mayo, Chiang Kai-shek estuvo a punto de asesinar a a Mao, al enviar dos aviones para bombardear la casa en que se encontraba viviendo, luego de ser traicionado por un cocinero del Ejército de Liberación; Mao fue sacado de la casa instantes antes del bombardeo.

#### La iniciativa cambia de lado

Provincia de Liaoning, con capital en Shenyang, donde se desarrolló la Campaña de Liaoshen, la primera de las tres grandes campañas comunistas que volcaron la guerra a su favor.

En la segunda mitad de 1948 el Ejército Popular de Liberación inició una ofensiva estratégica activa, cercando al Ejército Nacionalista en unas pocas ciudades aisladas en el noreste, obteniendo una posición dominante en la Llanura Central y presionando sobre la región del río Yangtsé, donde se encuentra Nankín, que era por entonces la capital de la República de China y sede central del poder nacionalista. La iniciativa pasó gradualmente a estar del lado comunista. El Ejército Popular de Liberación lanzó entonces tres ofensivas, hacia el noreste (Campaña de Liaoshen), hacia el este (Campaña Huaihai) y hacia el norte (Campaña Pingjin), saliendo victorioso en las tres, obteniendo el control del norte del país y abriendo el camino para dirigirse al sur. La ofensiva se completó con la decisión política de proclamar la conformación de Gobierno Popular de China del Norte, anunciada el 1 de septiembre de 1948.
Las tropas del KMT, faltas de moral y de disciplina, comenzaron a mostrar que no estaban a la altura del EPL del PCCh. Este, al mando de su comandante en jefe Zhu De, estaba firmemente establecidos en las zonas rurales del norte y el nordeste (Manchuria). Aunque los nacionalistas sobrepasaban numéricamente y en cantidad de armas a los comunistas, controlaban un territorio mayor y disfrutaban de un considerable apoyo internacional, se encontraban asimismo afectados por la prolongada guerra contra los japoneses y desgastados por las obligaciones del gobierno.

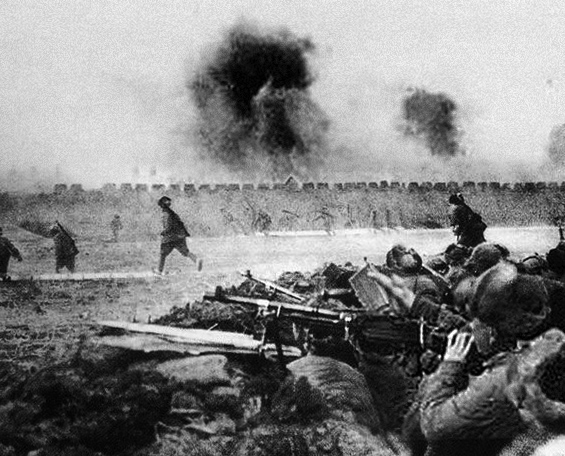
El Ejército Popular de Liberación realiza el ataque final frente a las murallas de Jinzhou, durante la Campaña de Liaoshen.

La Campaña de Liaoshen se inició el 12 de septiembre de 1948 y duró 52 días, finalizando el 2 de noviembre. Se desarrolló principalmente en la provincia de Liaoning, en la región de Manchuria donde Japón había instalado el Estado títere de Manchukuo, y tuvo como objetivo principal tomar las ciudades de Shenyang, Mukden, Jinzhou y Changchun. El EPL contó con 700 000 soldados y 300 000 guerrilleros del Ejército de Campesinos del Norte y Noreste, al mando del comandante Lin Biao y de sus lugartenientes Luo Ronghuan (comisario político) y de Liu Yalou.
Mientras se desarrollaba en el norte la Campaña de Liaoshen, el 24 de septiembre de 1948 el EPL tomó la ciudad de Jinan, ubicada a 1000 km al sur de Shenyang, sobre el Río Amarillo. Fue el primer centro urbano importante en ser capturado por los comunistas (el asedio de Changchun ya había comenzado el 23 de mayo, pero la ciudad no fue capturada hasta el 19 de octubre de 1948). Zhou Enlai se refiere a la batalla como el punto de partida de las llamadas «tres grandes batallas» (chino: Triple大战役; pinyin: sān dà Zhan yì).

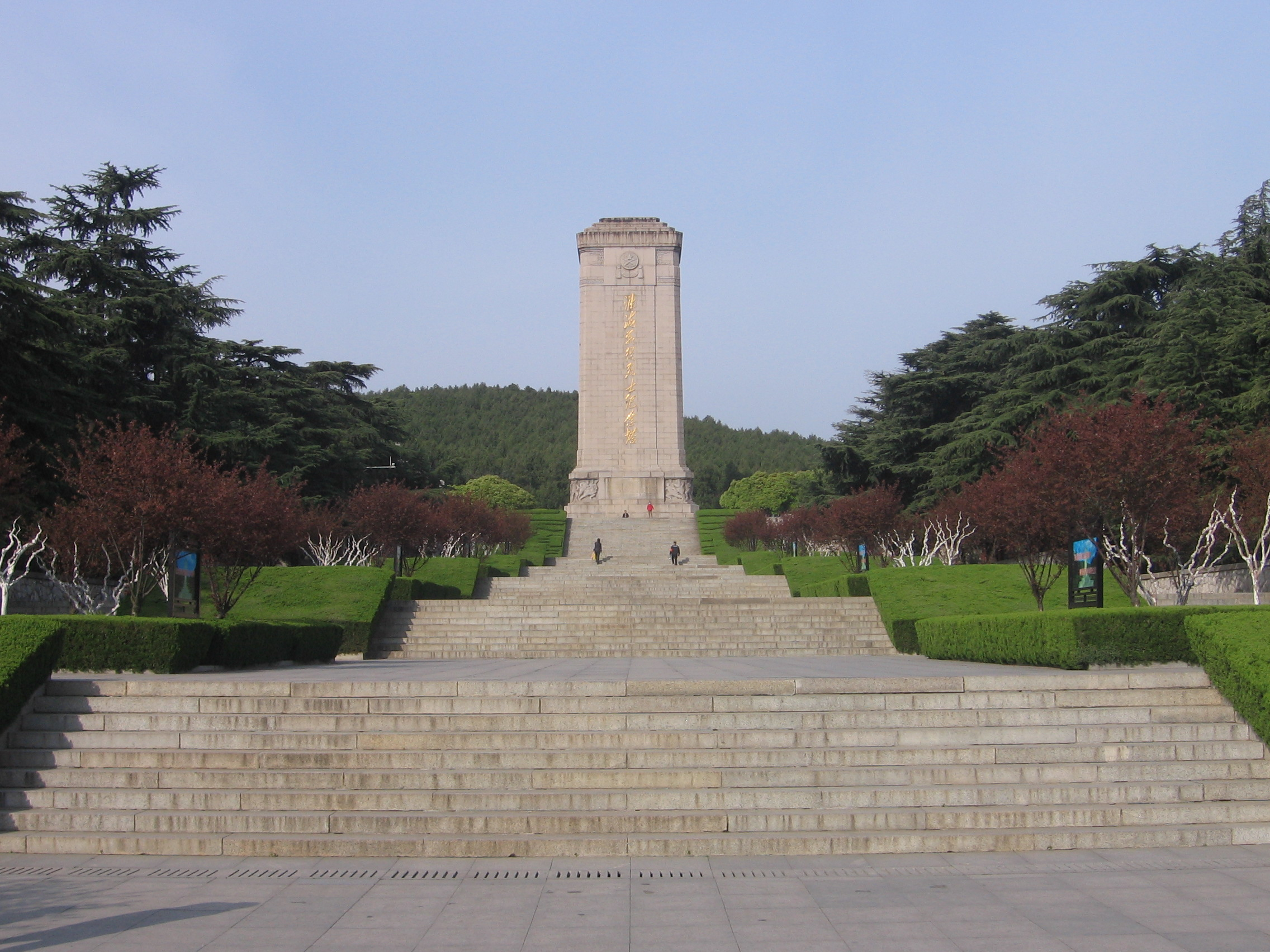
Memorial de la Campaña de Huaihai en la ciudad de Xuzhou.

El 12 de noviembre de 1948, el PCCh lanzó la Campaña de Huaihai, entre el Río Amarillo y el Yangtsé, en las provincias de Shandong y Jiangsu. Duró dos meses y 4 días y tuvo como objetivos tomar las ciudades de Xuzhou (apenas 300 km de la capital Nankín) y tomar control de la provincia de Anhui. Las fuerzas comunistas alcanzaron 6.510.000 combatientes, que incluían 5.450.000 campesinos armados, 400.000 guerrilleros y 660.000 soldados regulares, bajo el comando de Liu Bocheng, Deng Xiaoping, Su Yu, Tan Zhenlin y Chen Yi. Las fuerzas nacionalistas sumaban 800.000 soldados, comandados por Liu Zhi, Du Yuming (tomado prisionero), Huang Wei (tomado prisionero), Huang Baitao (muerto en batalla) y Qiu Qingquan (muerto en batalla). Mientras que el bando comunista sufrió 134.000 bajas, el bando nacionalista perdió 555.099 hombres.

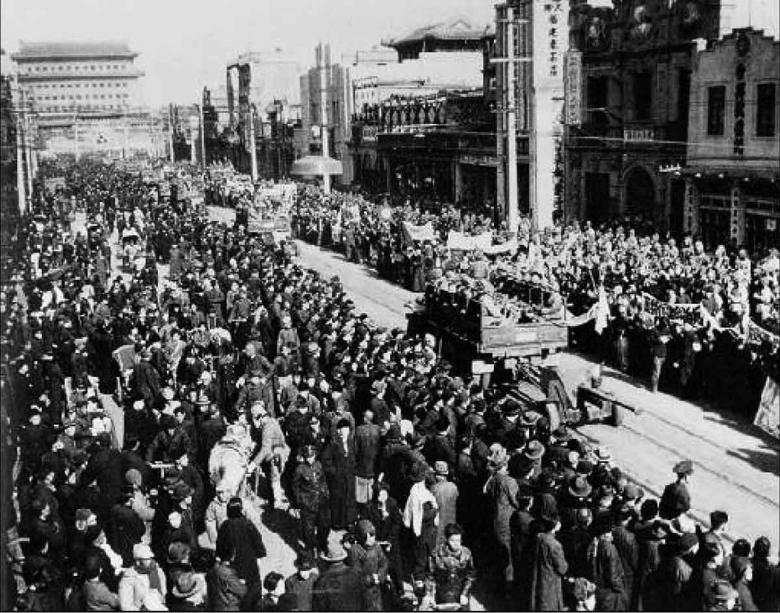
El Ejército comunista ingresa victorioso a Pekín durante la Campaña de Pingjin.

El 29 de noviembre de 1948, el Partido Comunista lanzó la Campaña de Pingjin, en el territorio ubicado entre las dos campañas anteriores, con el objetivo central de tomar Pekín (entonces llamada Beiping) y terminar de asegurar el norte. Las fuerzas comunistas sumaban alrededor de 1.000.000 de combatientes y estaban comandadas por Lin Biao y Luo Ronghuan, mientras que las tropas nacionalistas sumaban unas 600.000 soldados, comandados por Fu Zuoyi y Chen Changjie (tomado prisionero). Las operaciones se extendieron durante dos meses y finalizaron con una victoria abrumadora de los comunistas. El 31 de enero de 1949, sobre el final de la campaña, el general Fu, desilusionado de Chiang e influido por los agentes comunistas que integraban su círculo privado, entregó la ciudad de Beiping (Pekín). Una de las primeras medidas fue designarla capital y preparar la reunión Conferencia Consultiva Política del Pueblo Chino (CCPPC), que se realizaría seis meses después.
En las tres campañas, el ejército nacional perdió más de 1,5 millones de personas y el cuerpo de élite fue aniquilado casi por completo. El PCCh eliminó 144 divisiones regulares y 29 irregulares del KMT, incluidos 1,54 millones de soldados veteranos del KMT, lo que redujo significativamente la fuerza de las fuerzas nacionalistas. A excepción del noroeste, el área al norte del río Yangtsé quedó casi completamente bajo control comunista. El territorio controlado por el PCCh pasó de una décima parte de China al inicio de 1946, a un tercio de China a finales de 1948, con una población de 200 millones de habitantes (China tenía por entonces una población de unos 500 millones). Los comunistas tenían control completo de Manchuria, la mitad de Mongolia Interior y gran parte de las provincias de Hebei, Henan, Shandong, Shanxi, Shaanxi, Jiangsu y Anhui. La frontera entre ambos bandos quedó marcada de hecho por el río Yangtsé, que se convirtió virtualmente en la última línea de defensa nacionalista, para defender Nankín y Shanghái. La captura de grandes unidades del KMT proporcionó al PCCh los tanques, la artillería pesada y otros activos de armas combinadas necesarios para extender sus operaciones ofensivas al sur. El EPL superaba ahora al Ejército nacionalista en cantidad y en armas.
A comienzos de 1949 el Partido Comunista comenzó a movilizar a cientos de miles de cuadros en el norte para enviarlos al sur con el fin de completar el control territorial. Tras la victoria, los comunistas se hicieron del control del norte del país y se prepararon para pasar volcar sus fuerzas en la guerra que se libraba en el sur de la Gran Muralla.

#### Chiang Kai-shek renuncia

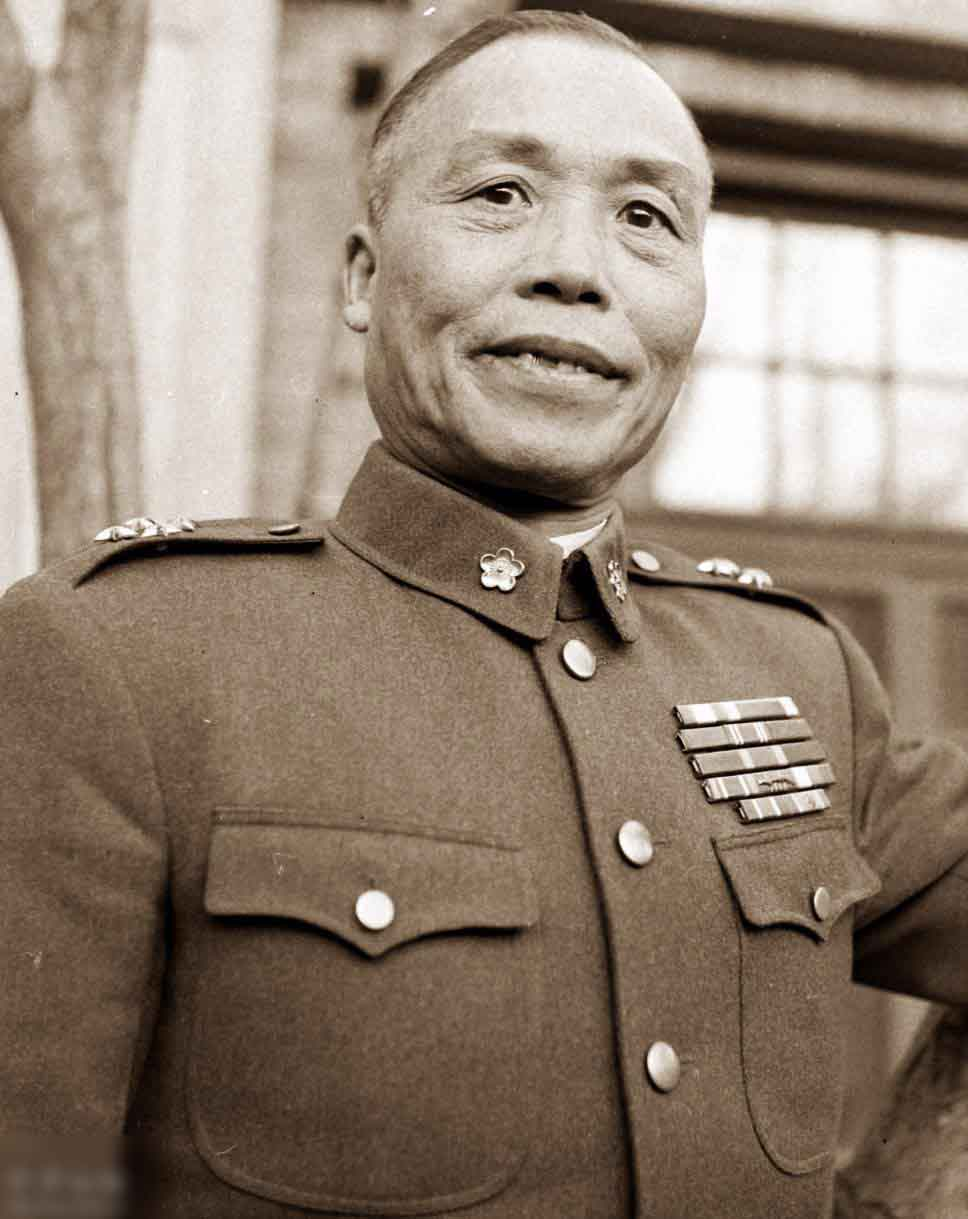
Li Zongren, asumió como presidente luego de la renuncia de Chiang Kai-shek.

Debido a las derrotas militares, Chiang Kai-shek renunció a su cargo de presidente el 21 de enero de 1949, pasando a ocupar su cargo el vicepresidente Li Zongren. Poco después de la renuncia de Chiang, los comunistas detuvieron sus avances e intentaron negociar la paz con Li, sin éxito, ante la propuesta de Li de partir a China en dos, con frontera en el río Yangtsé. Ante la falta de resultados en las negociaciones, los comunistas reiniciaron las operaciones militares en abril, luego de vencido el plazo de ultimatum. Por su parte, Chiang huyó a Taiwán llevando consigo 200 millones de dólares estadounidenses en oro y dólares estadounidenses pertenecientes al gobierno central que Li necesitaba desesperadamente para cubrir los crecientes gastos del gobierno.
El presidente Li se negó a acompañar al gobierno central en su huida a Guangdong, expresando así su descontento con Chiang, retirándose a Guangxi. Pero finalmente Li revió su decisión y aceptó hacerse cargo del gobierno en Guandong, a cambio de que Chiang devolviera la mayor parte del oro y los dólares estadounidenses en su poder que pertenecían al gobierno central, algo que Chiang nunca cumplió.
Entre abril y noviembre de 1949 las principales ciudades cambiaron de manos a favor del PCCh sin apenas oponer resistencia. En la mayoría de los casos las zonas agrarias que circundaban las ciudades llevaban ya tiempo bajo control comunista. En el oeste de Pekín y tras la ocupación de esta, el comandante Peng Dehuai dirigió las tropas comunistas que ocuparon las provincias de Shaanxi, Gansu, Ningxia y Qinghai.
Stalin inicialmente favoreció un gobierno de coalición en la China de posguerra y trató de persuadir a Mao para que impidiera que el PCCh cruzara el Yangtsé y atacara las posiciones del KMT al sur del río.[58] Pero Mao rechazó la exigencia de Stalin y el 21 de abril comenzó la campaña del cruce del río Yangtsé. Dos días después ocuparon Nankín, la capital nacionalista,[28] y en mayo ocupan Shanghái.

#### La Conferencia Consultiva Política del Pueblo Chino funda la República Popular China

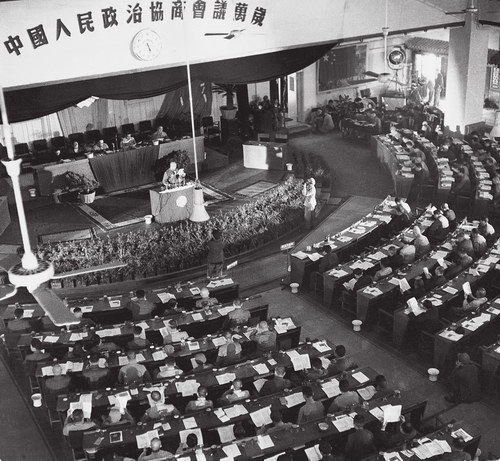
Primera Conferencia Consultiva Política del Pueblo Chino.

Haciendo efectiva la convocatoria del año anterior, entre el 21 y el 30 de septiembre de 1949, se llevó a cabo la Primera Sesión Plenaria de la Conferencia Consultiva Política del Pueblo Chino (CCPPC) en Beiping (luego renombrada Pekín), con una asistencia de 662 representantes, incluidos los del Partido Comunista de China (PCCh), partidos democráticos, organizaciones de masas, varias localidades, el Ejército Popular de Liberación, minorías étnicas, chinos de ultramar y grupos religiosos. Ejerciendo las funciones y el poder de la Asamblea Popular Nacional (APN), que aún no se había establecido, la sesión proclamó la fundación de la República Popular China, adoptó el Programa Común de la Conferencia Consultiva Política del Pueblo Chino, la Ley Orgánica de la Conferencia Consultiva Política del Pueblo Chino y la Ley Orgánica del Gobierno Popular Central de la República Popular China. En esa reunión, se decidió también establecer la capital en Pekín, designar la bandera roja de cinco estrellas como bandera nacional, declarar la canción de la «Marcha de los Voluntarios», tomada de la exitosa película «Hijos e hijas en tiempo de tormenta» (1935), referida a la guerra chino-japonesa. La CCPPC, eligió también al presidente, vicepresidentes y miembros del Gobierno Popular Central, así como al primer Comité Nacional y Mao Zedong fue nombrado primer presidente del Comité Nacional de la CCPPCh. Al día siguiente, el 1 de octubre de 1949, Mao Zedong proclamó la fundación de la República Popular China en la Plaza de Tiananmén.

#### Los comunistas toman control del país y los nacionalistas se refugian en Taiwán
A medida que las fuerzas comunistas avanzaban hacia el sur y el oeste, los nacionalistas se vieron obligados a trasladar varias veces la capital: Nankín, Guangzhou (Cantón), Chongqing, Chengdu y finalmente, Xichang, antes de retirarse a Taiwán el 7 de diciembre de 1949.
Mientras tanto, en Guangdong, el gobierno nacionalista de Li Zongren, se debilitó seriamente cuando Chiang se rehusó a devolver las reservas gubernamentales, a la vez que establecía una especie de gobierno paralelo informal, bloqueando los planes militares de Li. Finalmente la rivalidad entre Chiang y Li, paralizó a las tropas nacionalistas que no pudieron evitar la pérdida de Cantón en octubre de 1949. Después de que Cantón (Guanzhou) cayera en manos de los comunistas, Chiang trasladó el gobierno a Chongqing, mientras que Li entregó sus poderes y voló a Nueva York. Li visitó al presidente de los Estados Unidos, Harry S. Truman, y denunció a Chiang como dictador y usurpador. Li juró que "volvería a aplastar" a Chiang una vez que regresara a China, pero nunca lo hizo.
En octubre cae también Cantón. Tras esto, las fuerzas regulares del EPL avanzaron hasta la frontera con la Indochina Francesa y la provincia de Yunnan. En esa zona encontraron el apoyo de la guerrilla comunista que estaba actuando en las provincia de Guangdong y Guangxi desde 1945 y había liberado muchos territorios. Además se encontraron con las fuerzas comunistas-nacionalistas del Vietminh del líder vietnamita Hồ Chí Minh y del comandante Vo Nguyen Giap, a la sazón en guerra contra los franceses y refugiadas en territorio chino. El EPL posteriormente apoyaría a dicha fuerza.

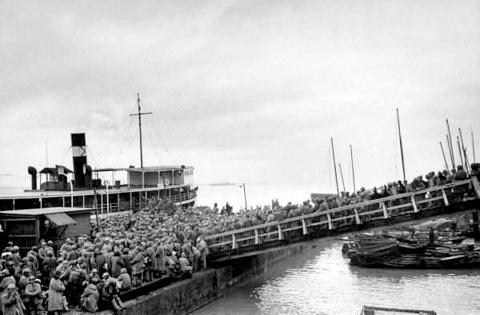
Miembros del Ejército Nacional Revolucionario del Kuomintang se retiran a la isla de Taiwán (diciembre de 1949).

Mientras tanto, el 10 de diciembre de 1949, las tropas comunistas sitiaron Chengdu, la última ciudad controlada por el KMT en China continental, desde donde Chiang Kai-shek y su hijo Chiang Ching-kuo fueron evacuados a Taiwán. Tras su caída, el mismo día 10 de diciembre, proclamó a Taipéi, isla de Taiwán, como capital provisional de la República de China y siguió presentando a su gobierno como única autoridad legítima en China. El 1 de marzo de 1950 decidió volver a asumir la presidencia.
A finales de 1949, el Ejército Popular de Liberación perseguía los restos de las fuerzas del KMT que huían hacia el sur y solo quedaba el Tíbet. Además, la rebelión de Ili fue una revuelta respaldada por los soviéticos por la Segunda República de Turkestán Oriental contra el KMT de 1944 a 1949, ya que los mongoles de la República Popular estaban en una disputa fronteriza con la República de China. El gobierno chino envió un regimiento de caballería chino musulmán Hui , el 14 ° de Caballería Tungan, para atacar las posiciones mongolas y soviéticas a lo largo de la frontera durante el incidente de Pei-ta-shan. [59] [60]
En abril de 1950 las tropas comunistas tomaron la isla de Hainan. En mayo la Isla Zhoushan y entre mayo y agosto el Archipiélago de Wanshan. Años después, las tropas República Popular China tomaron en febrero de 1955 las Islas Dachen y Islas Yijiangshan. Tras la Primera Crisis del Estrecho de Taiwán.
El Kuomintang hizo varios intentos desesperados de utilizar las tropas de Khampa contra los comunistas en el suroeste de China. El Kuomintang formuló un plan en el que tres divisiones Khampa serían asistidas por el Panchen Lama para oponerse a los comunistas. [61] La inteligencia del Kuomintang informó que algunos jefes tusi tibetanos y el Khampa Su Yonghe controlaban 80.000 soldados en Sichuan, Qinghai y Tíbet. Esperaban usarlos contra el ejército comunista. [62]
Chiang Kai-shek y aproximadamente dos millones de soldados nacionalistas se retiraron de China continental a la isla de Taiwán en diciembre después de que el EPL avanzara hacia la provincia de Sichuan. Los focos de resistencia nacionalistas aislados permanecieron en el área, pero la mayoría de la resistencia se derrumbó después de la caída de Chengdu el 10 de diciembre de 1949, con cierta resistencia que continuó en el extremo sur. [63]
Un intento de la República Popular China de tomar la isla de Quemoy controlada por la República de China se frustró en la Batalla de Kuningtou, deteniendo el avance del EPL hacia Taiwán. [64] En diciembre de 1949, Chiang proclamó a Taipéi como la capital temporal de la República de China y continuó afirmando a su gobierno como la única autoridad legítima en China.
Las otras operaciones anfibias de los comunistas de 1950 tuvieron más éxito: llevaron a la conquista comunista de la isla de Hainan en abril de 1950, la captura de las islas Wanshan frente a la costa de Guangdong (mayo-agosto de 1950), la isla de Zhoushan frente a Zhejiang (mayo de 1950). [sesenta y cinco]

## Los dos bandos a partir de 1950
En general se esperaba la caída del Gobierno nacionalista como consecuencia de una invasión comunista de Taiwán. En principio, los Estados Unidos no mostraron tener un gran interés en sostener artificialmente al gobierno de Chiang Kai-shek en su trance final. La situación cambió completamente a raíz de la invasión de Corea del Sur por tropas norcoreanas en junio de 1950, dando lugar a la guerra de Corea. En esas circunstancias se consideró políticamente inviable en los Estados Unidos el permitir una victoria comunista sobre el KMT. El presidente estadounidense Harry S. Truman dio orden a la VII Flota de los Estados Unidos de que evitara cualquier posible invasión comunista a Taiwán. 
Algunos historiadores estadounidenses han postulado que la pérdida de la China continental a favor de los comunistas dio al senador Joseph McCarthy la posibilidad de depurar el Departamento de Estado de los Estados Unidos de presuntos elementos prochinos. Por otra parte es posible que John Fitzgerald Kennedy no contara con verdaderos expertos en el Lejano Oriente a la hora de formular su política para con Vietnam, de lo cual podría concluirse que la guerra civil china podría tener una relación causal con la guerra de Vietnam.
Mientras tanto, en los años 1950 y 1960, tenían lugar escaramuzas intermitentes en zonas costeras del continente. No obstante, la poca disposición estadounidense a dejarse arrastrar a un conflicto de mayor entidad dejó a Chiang Kai-shek lejos de poder "reconquistar el continente", como gustaba de repetir constantemente. Aeronaves de la República de China bombardeaban objetivos en el continente y sucesivos grupos de operaciones especiales norteamericanos desembarcaban con frecuencia en la China continental matando soldados de la República Popular China, secuestrando cuadros del PCCh, destruyendo infraestructura y apoderándose de documentos. La República de China perdió unos 150 hombres en una incursión realizada en 1964.
La Armada de la República de China llevó a cabo incursiones navales de baja intensidad, perdiendo algunos barcos en varias refriegas con el EPL. En junio de 1949, la República de China declaró el bloqueo de todos los puertos de la China comunista y su marina trató de interceptar todos los barcos extranjeros, principalmente de origen británico y del bloque soviético. Debido a que la red ferroviaria del continente estaba insuficientemente desarrollada, el comercio norte-sur dependía en gran parte del tráfico marítimo. Las actividades navales de la República de China también causaron graves dificultades a los pescadores del continente.
Tras perder el continente, unos 1200 soldados del KMT consiguieron huir a Birmania desde donde siguieron emprendiendo ataques guerrilleros contra el sur de China. Su líder, el general Li Mi siguió estando en nómina del gobierno de la República de China, que le concedió el título nominal de Gobernador de Yunnan. Al principio, los Estados Unidos apoyaron a estos rebeldes y la CIA les prestó su ayuda. A raíz de las protestas cursadas por el gobierno birmano ante la ONU, los Estados Unidos presionaron a la República de China para que retirara a sus guerrillas. Para finales de 1954 unos 6000 soldados habrían abandonado Birmania y Li Mi declaró disueltas a sus tropas. Sin embargo miles de hombres permanecieron en sus puestos y siguieron recibiendo órdenes y suministros secretamente de la República de China, y en ocasiones incluso refuerzos. Las incursiones en la China comunista fueron cesando paulatinamente para finales de los años 1960, a medida que mejoraba la infraestructura de la República Popular China. Restos de las tropas del Kuomintang se asentaron definitivamente en la zona tomando parte en el tráfico de opio.

### Las Crisis del Estrecho de Taiwán

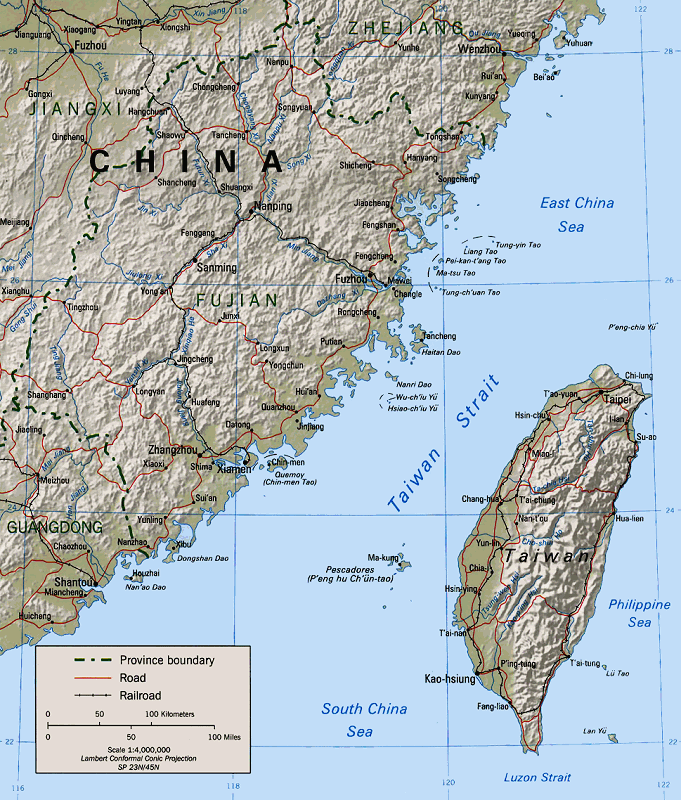
Estrecho de Taiwán.

Aunque los Estados Unidos las consideraban una carga militar, la República de China veía a sus islas de Fujian como fundamentales para cualquier futuro intento de reconquista de la China continental. El 3 de septiembre de 1954 estalló la Primera Crisis del Estrecho de Taiwán a raíz de los bombardeos realizados por el Ejército Popular sobre Quemoy, amenazando tomar las islas Dachen. El 20 de enero de 1955 el Ejército Popular tomó las cercanías de Yi Kiang Shan produciendo la baja de una guarnición nacionalista de 720 hombres que defendía la isla. El 24 de enero del mismo año el Congreso de los Estados Unidos aprobó la Resolución de Formosa que autorizaba al Presidente a defender las islas menores pertenecientes a la República de China. El Presidente Dwight Eisenhower, lejos de embarcarse en esa defensa, presionó a Chiang Kai-shek para que evacuara a sus 11 000 efectivos y 20 000 civiles de las islas Dachen, dejándolas caer en manos de la República Popular China. La isla de Nanchi también se abandonó, quedando únicamente las islas mayores de Quemoy y Matsu. La Primera Crisis del Estrecho de Taiwán terminó en marzo de 1955 con el cese de los bombardeos emprendidos por el Ejército Popular y ante amenazas norteamericanas de emplear armas nucleares.
La Segunda Crisis del Estrecho de Taiwán empezó el 23 de agosto de 1958 a consecuencia de un intenso bombardeo artillero sobre Quemoy, terminando en noviembre del mismo año. Las patrulleras de la República Popular efectuaron un bloqueo a las islas, cortando sus líneas de suministro. Aunque los Estados Unidos descartaron el plan nacionalista de bombardear las baterías de artillería del continente, les entregaron inmediatamente cazas y misiles antiaéreos. También entregaron buques de asalto anfibio para labores de suministro, ya que un barco nacionalista había sido hundido en la bocana del puerto, bloqueándolo por completo. El 25 de octubre la República Popular anunció un cese el fuego que se efectuaría solamente en días impares, de manera que Quemoy sería bombardeada interdiariamente los días pares. Al final de la crisis, Quemoy había recibido 500 000 impactos de artillería y 3000 civiles junto con 1000 soldados resultaron muertos o heridos. Los hechos de Quemoy y Matsu cobraron una gran importancia de cara a las elecciones a la presidencia de los Estados Unidos de 1960. A medida que iban transcurriendo los años 1960 el fuego de artillería iba siendo reemplazado por los panfletos.
En enero de 1979 la República Popular China hizo pública su intención de dejar de bombardear Quemoy y Matsu. Los choques armados entre ambos bandos han cesado a pesar del incremento de las tensiones y de las maniobras militares de lanzamiento de misiles por parte de la República Popular que caracterizaron la Tercera Crisis del Estrecho de Taiwán. Desde finales de los años 1980 ha tenido lugar un creciente intercambio económico entre ambas partes aunque la zona del estrecho de Taiwán sigue siendo un lugar muy delicado, susceptible de albergar un conflicto armado entre las dos Chinas. El clima político ha cambiado a raíz de la democratización de Taiwán y una mayor visibilidad del movimiento por la independencia de Taiwán en los años 1990.

## Personalidades

### Kuomintang
- Chiang Kai-shek
- Wang Jingwei
- Liu Zhi
- Du Yuming
- Fu Zuoyi
- Sun Liren
- Li Zongren

### Partido Comunista
- Mao Zedong
- Zhu De
- Zhou Enlai
- Lin Biao
- Peng Dehuai
- Chen Yi
- Liu Bocheng
- Nie Rongzhen

## Señores de la Guerra
- Zhang Zuolin
- Zhang Xueliang
- Feng Yuxiang
- Yan Xishan